# Weidhausen bei Coburg
Weidhausen bei Coburg est une commune de Bavière (Allemagne), située dans l'arrondissement de Cobourg, dans le district de Haute-Franconie.